# Winston Bogarde
Pour les articles homonymes, voir Bogarde.
Winston Bogarde, est un footballeur international néerlandais né le 10 octobre 1970 à Rotterdam.

## En club
Latéral gauche porté vers l'avant, il connaît des débuts prometteurs avec l'équipe qui le fait connaître sur la scène européenne : l'Ajax d'Amsterdam. Même s'il ne rentre pas en jeu lors de la finale de la Ligue des champions gagnée par le club hollandais en 1995, il fait partie de la génération des Patrick Kluivert, Edgar Davids, Clarence Seedorf et consorts qui déferle sur l'Europe du football entre 1994 et 1997. 
Profitant du tout nouvel arrêt Bosman, Bogarde rejoint en compagnie de Kluivert, Davids et Reiziger le prestigieux Milan AC à l'été 1997. À l'instar de ses compatriotes, Bogarde n'arrive pas à s'imposer au sein d'une équipe italienne en reconstruction. Au bout de quelques mois, le néerlandais refait ses valises et rejoint son "mentor" Louis van Gaal au FC Barcelone. Même s'il joue un peu plus régulièrement avec l'équipe catalane, Bogarde ne retrouve pas le niveau qui était le sien aux Pays-Bas. Bien que double champion d'Espagne, Barcelone est critiqué pour son incapacité à reproduire ses performances nationales en Ligue des champions. Van Gaal est finalement débarqué en 2000, Bogarde perdant son principal soutien. Il est alors transféré à Chelsea. 
Bogarde est une recrue voulue par Gianluca Vialli, mais ce dernier est rapidement limogé de ses fonctions de manager. Son successeur, Claudio Ranieri, place presque immédiatement le néerlandais sur la liste des transferts. Il ne rejouera pratiquement plus jamais au football de haut niveau. 
Entre blessures et méforme, Bogarde ne dispute que 9 matchs de championnat avec les "Blues" en 4 ans. Considéré à l'époque comme étant l'un des joueurs les "mieux" payés de la planète football, au vu de son ratio salaire - temps de jeu (on estime que Bogarde touche alors 40 000 £ par semaine, soit environ 60 000 €, primes non comprises), l'expiration de son contrat en 2004 est accueilli avec soulagement par les dirigeants londoniens. En effet, Bogarde n'a jamais voulu mettre fin de manière anticipée à son contrat, malgré sa disparition des terrains après 2001. Il déclare notamment à ce sujet :
« Why should I throw fifteen million euro away when it is already mine? At the moment I signed it was in fact my money, my contract. »
« This world is about money, so when you are offered those millions you take them. Few people will ever earn so many. I am one of the few fortunates who do. I may be one of the worst buys in the history of the Premiership, but I don't care. »
Sans club après 2004, il met fin à sa carrière, faute de proposition.

## En sélection nationale
Avec les Pays-Bas, Bogarde dispute deux grandes compétitions internationales : l'Euro 1996 en Angleterre et la Coupe du monde 1998 en France. Titulaire indiscutable sur le côté gauche de la défense néerlandaise en 1996, il doit se contenter d'un faible temps de jeu (deux rentrées seulement en fin de rencontre) deux ans plus tard, Guus Hiddink lui préférant Arthur Numan. 
Bogarde symbolise au cours de la compétition la mauvaise ambiance régnant au sein de la sélection orange. En effet, après le but d'Edgar Davids contre la Yougoslavie en toute fin de match, qui offre à son pays la qualification pour les quarts de finale de la Coupe du monde 1998, des images de télévision montrent très clairement Bogarde poussant violemment deux de ses coéquipiers, Edwin van der Sar et Numan, qui tentaient simplement de célébrer le but vainqueur de Davids. 
En dépit de ce comportement, Bogarde aurait néanmoins pu disputer la demi-finale opposant les Pays-Bas au Brésil, sachant que Numan fut expulsé au cours de la rencontre précédente. Mais une blessure contractée au cours d'un l'entraînement l'obligea à déclarer forfait. Il sera remplacé par Philip Cocu.
En raison de blessures et d'un temps de jeu de plus en plus faible en club, Bogarde cesse peu à peu d'être convoqué. Après 2000, il disparaît définitivement des plans des sélectionneurs néerlandais.

## Carrière
- 1988-1989 : FC Dordrecht  Pays-Bas
- 1990-1991 : Excelsior Rotterdam  Pays-Bas
- 1991-1994 : Sparta Rotterdam  Pays-Bas
- 1994-1997 : Ajax Amsterdam  Pays-Bas
- 1997-1998(jan) : Milan AC  Italie
- 1998-2000 : FC Barcelone  Espagne
- 2000-2004 : Chelsea  Angleterre

## Palmarès

### En club
- Vainqueur de la Ligue des Champions en 1995 avec l'Ajax Amsterdam
- Vainqueur de la Coupe Intercontinentale en 1995 avec l'Ajax Amsterdam
- Vainqueur de la Supercoupe d'Europe en 1995 avec l'Ajax Amsterdam
- Champion des Pays-Bas en 1995 et en 1996 avec l'Ajax Amsterdam
- Champion d'Espagne en 1998 et en 1999 avec le FC Barcelone
- Vainqueur de la Coupe d'Espagne en 1998 avec le FC Barcelone
- Vainqueur de la Supercoupe des Pays-Bas en 1995 avec l'Ajax Amsterdam
- Vainqueur du Charity Shield en 2000 avec Chelsea
- Finaliste de la Ligue des Champions en 1996 avec l'Ajax Amsterdam

### EnÉquipe des Pays-Bas
- 20 sélections entre 1995 et 2000
- Participation au Championnat d'Europe des Nations en 1996 (1/4 de finaliste)
- Participation à la Coupe du Monde en 1998 (4e)